# Edgar Mrugalla
Edgar Mrugalla (Berlín, 1938-Düsseldorf, 22 de septiembre de 2016) fue un pintor alemán. De profesión anticuario, Mrugalla se puso a pintar en 1969 para conocer las técnicas de los grandes maestros. 
Rápidamente alcanzó un gran nivel de destreza que lo convirtió en un excelente falsificador de obras de arte.
Mundialmente conocido como el "rey de los falsificadores", su carrera artística siempre estuvo ligada a pintores de la talla de Van Gogh, Klimt, Macke, Rubens, Rembrandt, Kokoschka, Cézanne, Renoir, Zille, entre otros. Su especialidad son los óleos, acuarelas y grabados.
En el año 1987 fue condenado a dos años de prisión condicional por violación de derechos de autor y estafa.